# Hyperbola homogena
Hyperbola homogena är en fjärilsart som beskrevs av László Anthony Gozmány. Hyperbola homogena ingår i släktet Hyperbola och familjen äkta malar. Inga underarter finns listade i Catalogue of Life.